# 약사명동
약사명동(藥司明洞)은 강원특별자치도 춘천시의 행정동이다.

## 개요
약사명동은 춘천시의 중심부에 위치하며, 춘천의 상업·경제와 문화의 중심지이다. 《겨울연가》 촬영지인 명동거리와 함께 다양한 쇼핑시설은 물론 금융, 의료, 교육, 공공기관 등이 밀집된 지역으로 평소 많은 시민과 대한민국 국내·외 관광객이 방문하고 있다.
- 약사동 : 조선시대 약사원이 있어 약사리라 부르게 됨, 1939년 춘천읍제 실시에 따라 욱정이라고 함
- 죽림동 : 개못의 안쪽이 되므로 개못안이라고 했고, 연못이 있는 마을이라 해서 가연리라 했으며, 연못 주변에는 신우대나무가 많이 자랐고 부근 일대가 숲을 이루고 있었으므로 수평말이라고 불렀음, 1939년 춘천읍제 실시에 따라 가연리에서 대화정이정목으로 개칭
- 중앙로2가 : 1939년 춘천읍제에 따라 가연리의 일부가 본정이정목 으로 1946년 왜식동명을 우리이름으로 고칠 때 중앙로 2가로 정하고 군정법령에 따라 죽림동에 합쳐 새롭게 탄생됨

## 교육
- 봉의초등학교
- 춘천초등학교
- 춘천중학교

## 행정 구역
- 약사동(藥司洞)
- 중앙로2가(中央路二街)
- 중앙로3가(中央路三街)
- 죽림동(竹林洞)

## 주요 시설

### 관공서
- 약사명동 행정복지센터
- 강원도춘천교육지원청
- 춘천교육문화관
- 춘천세무서
- 춘천시보건소

### 교육 시설
- 봉의초등학교
- 춘천초등학교
- 춘천중학교

### 문화 시설
- CGV 춘천명동
- 명동
- 춘천지하상가

### 상업 시설
- 춘천중앙시장